# 74. Circuit of Ireland
Rajd Irlandii 2016 (74. Circuit of Ireland) to kolejna, siedemdziesiąta czwarta edycja rajdu samochodowego Rajdu Irlandii rozgrywanego w Wielkiej Brytanii. Rozgrywany był od 7 do 9 kwietnia 2016 roku. Była to trzecia runda Rajdowych Mistrzostw Europy w roku 2016. Składała się z 14 odcinków specjalnych.

## Zwycięzcy odcinków specjalnych
| Dzień      | Numer odcinka | Nazwa odcinka      | Długość  | Zwycięzca odcinka                   | Nr Sam. | Samochód       | Czas    | Śr. pr.    | Lider rajdu              |
| ---------- | ------------- | ------------------ | -------- | ----------------------------------- | ------- | -------------- | ------- | ---------- | ------------------------ |
| 8 kwietnia | OS1           | Cairncastle        | 21,02 km | Elfyn Evans Craig Parry             | 2       | Ford Fiesta R5 | 10:10,4 | 124,0 km/h | Elfyn Evans Craig Parry  |
| 8 kwietnia | OS2           | Knockboy 1         | 11,87 km | Elfyn Evans Craig Parry             | 2       | Ford Fiesta R5 | 5:34,2  | 127,9 km/h | Elfyn Evans Craig Parry  |
| 8 kwietnia | OS3           | The Glens          | 31,21 km | Craig Breen Scott Martin            | 1       | Citroën DS3 R5 | 16:06,8 | 116,2 km/h | Craig Breen Scott Martin |
| 8 kwietnia | OS4           | Knockboy 2         | 11,87 km | Craig Breen Scott Martin            | 1       | Citroën DS3 R5 | 5:54,2  | 120,6 km/h | Craig Breen Scott Martin |
| 8 kwietnia | OS5           | Glendun            | 14,83 km | Craig Breen Scott Martin            | 1       | Citroën DS3 R5 | 7:29,2  | 118,9 km/h | Craig Breen Scott Martin |
| 8 kwietnia | OS6           | Newtownards TT     | 2,30 km  | Alastair Fisher Gordon Noble        | 6       | Ford Fiesta R5 | 2:10,0  | 63,7 km/h  | Craig Breen Scott Martin |
| 9 kwietnia | OS7           | Bucks Head 1       | 14,24 km | Elfyn Evans Craig Parry             | 2       | Ford Fiesta R5 | 7:32,8  | 113,2 km/h | Craig Breen Scott Martin |
| 9 kwietnia | OS8           | Hamilton’s Folly 1 | 16,95 km | Elfyn Evans Craig Parry             | 2       | Ford Fiesta R5 | 9:06,6  | 111,6 km/h | Craig Breen Scott Martin |
| 9 kwietnia | OS9           | Bulls Brook 1      | 12,19 km | Kajetan Kajetanowicz Jarosław Baran | 3       | Ford Fiesta R5 | 7:13,0  | 101,3 km/h | Craig Breen Scott Martin |
| 9 kwietnia | OS10          | Banbridge 1        | 14,85 km | Elfyn Evans Craig Parry             | 2       | Ford Fiesta R5 | 9:04,2  | 98,2 km/h  | Craig Breen Scott Martin |
| 9 kwietnia | OS11          | Bucks Head 2       | 14,24 km | Elfyn Evans Craig Parry             | 2       | Ford Fiesta R5 | 7:24,9  | 115,2 km/h | Craig Breen Scott Martin |
| 9 kwietnia | OS12          | Hamilton’s Folly 2 | 16,95 km | Kajetan Kajetanowicz Jarosław Baran | 3       | Ford Fiesta R5 | 9:12,6  | 110,4 km/h | Craig Breen Scott Martin |
| 9 kwietnia | OS13          | Bulls Brook 2      | 12,19 km | Craig Breen Scott Martin            | 1       | Citroën DS3 R5 | 7:14,5  | 101,0 km/h | Craig Breen Scott Martin |
| 9 kwietnia | OS14          | Banbridge 2        | 14,85 km | Kajetan Kajetanowicz Jarosław Baran | 3       | Ford Fiesta R5 | 8:58,0  | 99,4 km/h  | Craig Breen Scott Martin |

## Wyniki końcowe rajdu
| Miejsce | Kierowca             | Pilot            | Samochód          | Czas      | Strata  | Pkt ERC |
| ------- | -------------------- | ---------------- | ----------------- | --------- | ------- | ------- |
| 1       | Craig Breen          | Scott Martin     | Citroën DS3 R5    | 1:54:16,2 | –       | 38      |
| 2       | Kajetan Kajetanowicz | Jarosław Baran   | Ford Fiesta R5    | 1:54:26,8 | +10,6   | 31      |
| 3       | Alastair Fisher      | Gordon Noble     | Ford Fiesta R5    | 1:55:12,5 | +56,3   | 23      |
| 4       | Josh Moffett         | John Rowan       | Ford Fiesta R5    | 1:55:56,1 | +1:39,9 | 19      |
| 5       | Jonathan Greer       | Kirsty Riddick   | Citroën DS3 R5    | 1:56:23,1 | +2:06,9 | 14      |
| 6       | David Bogie          | Kevin Rae        | Škoda Fabia R5    | 1:57:11,7 | +2:55,5 | 10      |
| 7       | Stephen Wright       | James Fulton     | Ford Fiesta R5    | 1:58:52,2 | +4:36,0 | 7       |
| 8       | Tom Cave             | James Morgan     | Ford Fiesta R5    | 1:59:07,2 | +4:51,0 | 4       |
| 9       | Joseph McGonigle     | Ciaran Geaney    | Škoda Fabia S2000 | 2:00:08,3 | +5:52,1 | 2       |
| 10      | Jarosław Kołtun      | Ireneusz Pleskot | Ford Fiesta R5    | 2:00:42,3 | +6:26,1 | 1       |

## Klasyfikacja po 2. rundzie RME 2016
Punkty w klasyfikacji generalnej ERC otrzymuje 10 pierwszych zawodników, którzy uczestniczą w programie ERC i ukończą wyścig, punktowanie odbywa się według klucza:
| Miejsce | 1  | 2  | 3  | 4  | 5  | 6 | 7 | 8 | 9 | 10 |
| Punkty  | 25 | 18 | 15 | 12 | 10 | 8 | 6 | 4 | 2 | 1  |

Dodatkowo po każdym etapie (dniu) rajdu prowadzona jest osobna klasyfikacja, w której przyznawano punkty według klucza 7-6-5-4-3-2-1 (jeżeli dany etap obejmował przynajmniej 25% długości odcinków specjalnych rajdu). Do klasyfikacji zaliczane są cztery najlepsze wyniki spośród pięciu pierwszych rajdów oraz cztery najlepsze wyniki w pięciu ostatnich rajdach w sezonie.
Pierwsza dziesiątka.
| Poz. | Kierowca             | ESP    | GBR    | GRE | POR | BEL | EST | POL | CZE | CYP | Suma punktów |
| ---- | -------------------- | ------ | ------ | --- | --- | --- | --- | --- | --- | --- | ------------ |
| 1    | Kajetan Kajetanowicz | 218+11 | 218+13 |     |     |     |     |     |     |     | 60           |
| 2    | Aleksiej Łukjaniuk   | 125+13 | NW     |     |     |     |     |     |     |     | 38           |
| 3    | Craig Breen          |        | 125+13 |     |     |     |     |     |     |     | 38           |
| 4    | Luis Monzón Artilles | 315+10 |        |     |     |     |     |     |     |     | 25           |
| 5    | Alastair Fisher      |        | 315+8  |     |     |     |     |     |     |     | 23           |
| 6    | Yonaton Pérez Suárez | 412+8  |        |     |     |     |     |     |     |     | 20           |
| 7    | Josh Moffett         |        | 412+7  |     |     |     |     |     |     |     | 19           |
| 8    | Jonathan Greer       |        | 510+4  |     |     |     |     |     |     |     | 14           |
| 9    | Wojciech Chuchała    | 510+1  | 11     |     |     |     |     |     |     |     | 11           |
| 10   | Robert Consani       | 76+5   |        |     |     |     |     |     |     |     | 11           |
| Poz. | Kierowca             | ESP    | GBR    | GRE | POR | BEL | EST | POL | CZE | CYP | Suma punktów |

| Kolor     | Opis                   |
| --------- | ---------------------- |
| Złoty     | Zwycięzca              |
| Srebrny   | 2. miejsce             |
| Brązowy   | 3. miejsce             |
| Zielony   | Punktowane miejsce     |
| Niebieski | Ukończył nie punktował |
| Fioletowy | Nie ukończył NU        |
| Czarny    | Wykluczony X           |
| Biały     | Nie wystartował NW     |
| Puste     | Nie brał udziału       |